# Gloria Amon Nikoi
Gloria Adwoa Amon Nikoi, geb. Addae (* 6. Juni 1927 in Ghana; † 10. November 2010 in Washington, D.C.), war eine ghanaische Politikerin, Diplomatin und Finanzwissenschaftlerin. Sie war die erste Außenministerin Ghanas. Gloria Nikoi war die Witwe von Amon Nikoi († 2002) und Mutter von drei Kindern.

## Karriere
Nikoi war zwischen 1969 und 1974 Vizerepräsentantin Ghanas bei den Vereinten Nationen. Sie wurde nach dem Putsch von Jerry Rawlings in der Dritten Republik zwischen Juni und September 1979 die erste Außenministerin Ghanas. Sie war Vorsitzende des Aufsichtsrates der Akuapem Rural Bank und Vizepräsidentin der National Association of Rural Banks of Ghana. Bei der Apex Bank in Ghana war sie Vorstandsvorsitzende (Chairman of the Board of Directors of Apex Bank).
Im November 1990 war Nikoi die Vorsitzende der ersten Versammlung des Ghana Stock Exchange, bevor die ghanaische Börse im Januar 1991 offiziell eröffnet wurde. Nikoi war Direktorin der National Bank of Ghana (National Bank Ghanas) in Accra. Nikoi wurde von Präsident John Agyekum Kufuor durch die Verleihung des Nationalordens für ihre herausragenden Dienste für Ghana geehrt.

## Ehrungen
Order of the Star of Ghana